# Le Cayrol
Le Cayrol est une commune française située dans le département de l'Aveyron en région Occitanie.

## Géographie

### Généralités
Le Cayrol est une commune du nord du département de l'Aveyron. Elle se compose de nombreux petits hameaux dispersés et de deux villages principaux : Le Cayrol et Anglars.
Son relief se caractérise par de nombreuses gorges au fond desquels coulent de petits ruisseaux. Les deux principaux sont la Boralde Flaujaguèse en limite orientale de la commune, et le ruisseau d'Esparrou qui prend sa source sur le territoire communal.

### Communes limitrophes
Le Cayrol est limitrophe de quatre autres communes.
|          | Montpeyroux |                 |
| Coubisou | Cayrol      | Condom-d'Aubrac |
|          | Espalion    |                 |

### Hydrographie

#### Réseau hydrographique

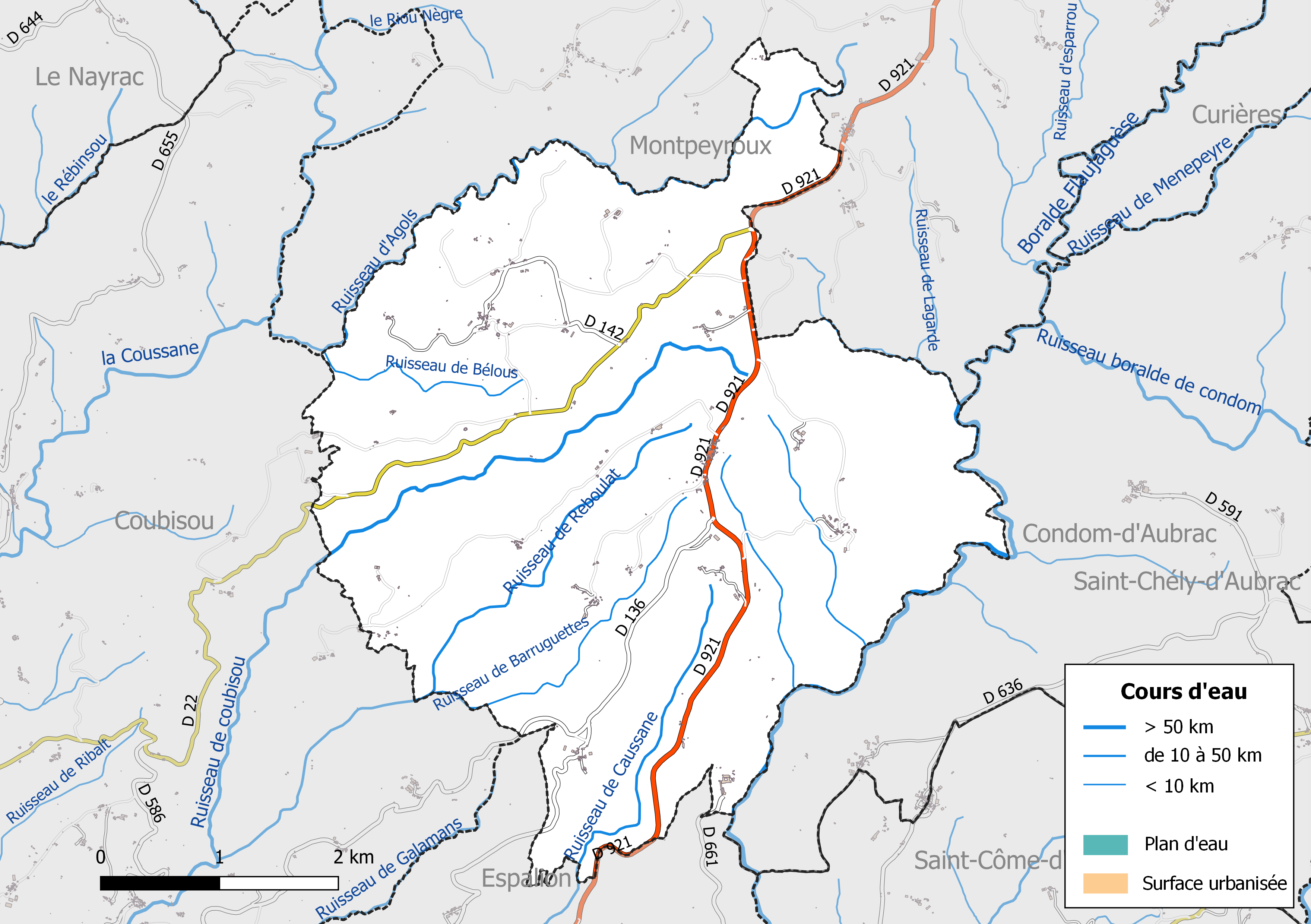
Réseaux hydrographique et routier du Le Cayrol.

La commune est drainée par la Boralde Flaujaguèse, le Ruisseau de Coubisou, le ruisseau d'Agols, le ruisseau de Caussane, le ruisseau de Reboulat, le ruisseau de Barruguettes, le ruisseau de Bélous, par divers petits cours d'eau.
La Boralde Flaujaguèse, d'une longueur totale de 29,3 km, prend sa source dans la commune de Curières et se jette  dans le Lot à Saint-Côme-d'Olt, après avoir arrosé 6 communes.
Le Ruisseau de Coubisou, d'une longueur totale de 10,4 km, prend sa source dans la commune de Le Cayrol et se jette  dans le Lot à Bessuéjouls, après avoir arrosé 3 communes.

#### Gestion des cours d'eau
Afin d’atteindre le bon état des eaux imposé par la Directive-cadre sur l'eau du 23 octobre 2000, plusieurs outils de gestion intégrée s’articulent à différentes échelles pour définir et mettre en œuvre un programme d’actions de réhabilitation et de gestion des milieux aquatiques : le SDAGE (Schéma directeur d'aménagement et de gestion des eaux), à l’échelle du bassin hydrographique, et le SAGE (Schéma d'aménagement et de gestion des eaux), à l’échelle locale. Ce dernier fixe les objectifs généraux d’utilisation, de mise en valeur et de protection quantitative et qualitative des ressources en eau superficielle et souterraine. Trois SAGE sont mis en œuvre dans le département de l'Aveyron.
La commune fait partie du SAGE Lot amont, approuvé le 15 décembre 2015, au sein du SDAGE Adour-Garonne. Le périmètre de ce SAGE concerne le bassin d'alimentation du Lot depuis sa source jusqu'à Entraygues-sur-Truyère dans l'Aveyron, où il reçoit la Truyère en rive droite. Il couvre ainsi 91 communes, sur deux départements (Lozère et Aveyron) et 2 régions – une superficie de 2 616 km2 et 1 400 km de cours d'eau permanents auxquels s'ajoutent jusqu'à 576 km de cours d'eau temporaires,. Le pilotage et l’animation du SAGE sont assurés par le Syndicat mixte Lot-Dourdou (SMLD), qualifié de « structure porteuse ». Cet organisme a été créé le 1er janvier 2014 par rapprochement de trois syndicats de rivières et est constitué de quatorze communautés de communes.

### Climat
Pour des articles plus généraux, voir Climat de l'Occitanie et Climat de l'Aveyron.
En 2010, le climat de la commune est de type climat de montagne, selon une étude s'appuyant sur une série de données couvrant la période 1971-2000. En 2020, Météo-France publie une typologie des climats de la France métropolitaine dans laquelle la commune est exposée à un climat de montagne et est dans la région climatique Sud-est du Massif Central, caractérisée par une pluviométrie annuelle de 1 000 à 1 500 mm, minimale en été, maximale en automne.
Pour la période 1971-2000, la température annuelle moyenne est de 9,2 °C, avec une amplitude thermique annuelle de 15,5 °C. Le cumul annuel moyen de précipitations est de 1 240 mm, avec 12,4 jours de précipitations en janvier et 7,3 jours en juillet. Pour la période 1991-2020, la température moyenne annuelle observée sur la station météorologique la plus proche, située sur la commune de Saint-Côme-d'Olt à 8 km à vol d'oiseau, est de 12,5 °C et le cumul annuel moyen de précipitations est de 951,5 mm,. Pour l'avenir, les paramètres climatiques de la commune estimés pour 2050 selon différents scénarios d'émission de gaz à effet de serre sont consultables sur un site dédié publié par Météo-France en novembre 2022.

### Milieux naturels et biodiversité

#### Espaces protégés
La protection réglementaire est le mode d’intervention le plus fort pour préserver des espaces naturels remarquables et leur biodiversité associée.
Dans ce cadre, la commune fait partie d'un espace protégé, le Parc naturel régional de l'Aubrac, créé par décret le 23 mai 2018 et d'une superficie de 220 284 ha. Région rurale de moyenne montagne, l’Aubrac possède un patrimoine encore bien préservé. Son économie rurale, ses paysages, ses savoir-faire, son environnement et son patrimoine culturel reconnus n'en demeurent pas moins vulnérables et menacés et c'est à ce titre que cette zone a été protégée ,.

#### Zones naturelles d'intérêt écologique, faunistique et floristique
L’inventaire des zones naturelles d'intérêt écologique, faunistique et floristique (ZNIEFF) a pour objectif de réaliser une couverture des zones les plus intéressantes sur le plan écologique, essentiellement dans la perspective d’améliorer la connaissance du patrimoine naturel national et de fournir aux différents décideurs un outil d’aide à la prise en compte de l’environnement dans l’aménagement du territoire.
Le territoire communal duCayrol comprend une ZNIEFF de type 1,, 
les « Gorges de la Boralde flaujaguèse » (414,3 ha), couvrant 3 communes du département
, et une ZNIEFF de type 2,, 
le « Vallon de la Boralde flaujaguèse et ses affluents » (2 341 ha), qui s'étend sur 7 communes de l'Aveyron.

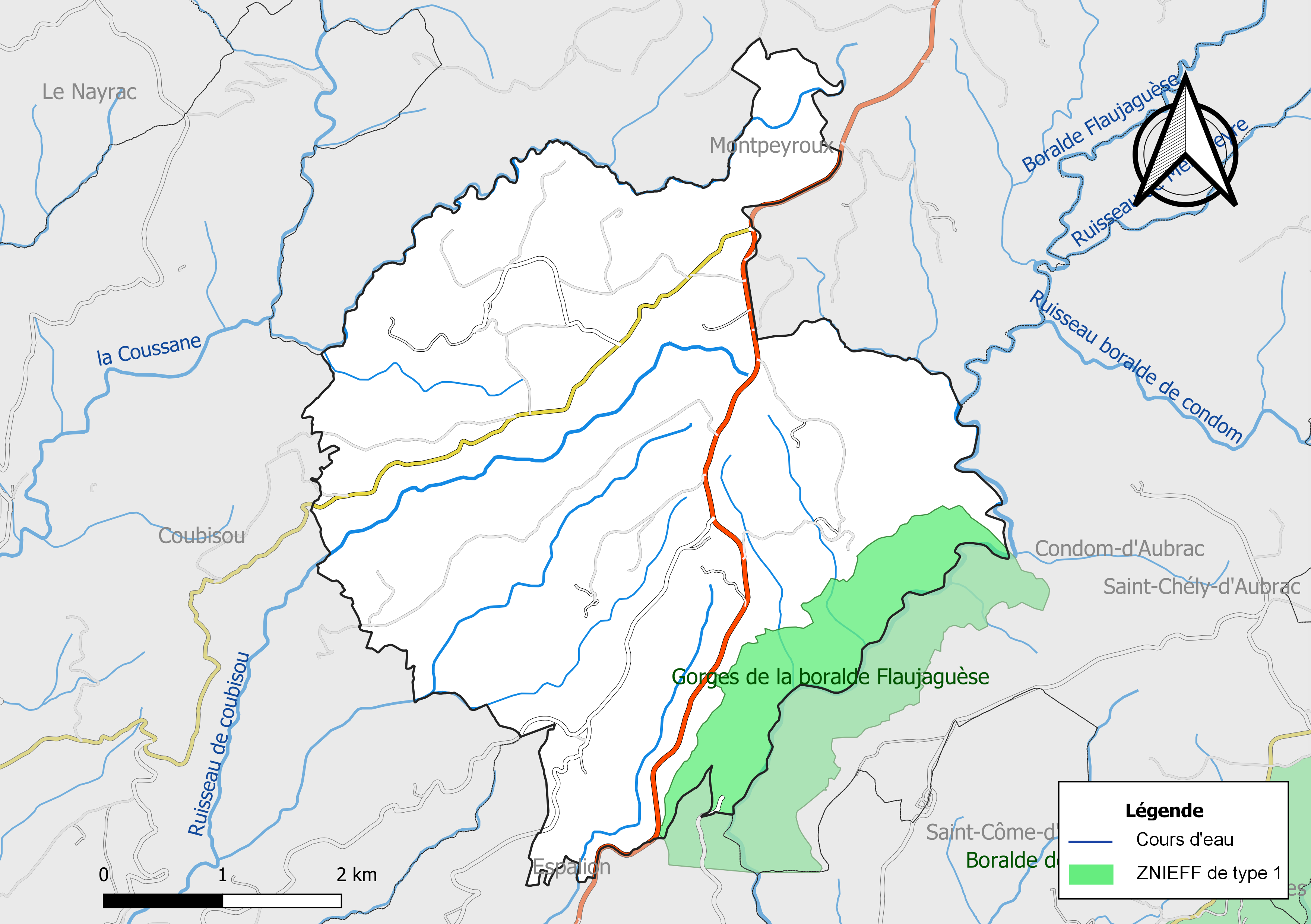
Carte de la ZNIEFF de type 1 de la commune.
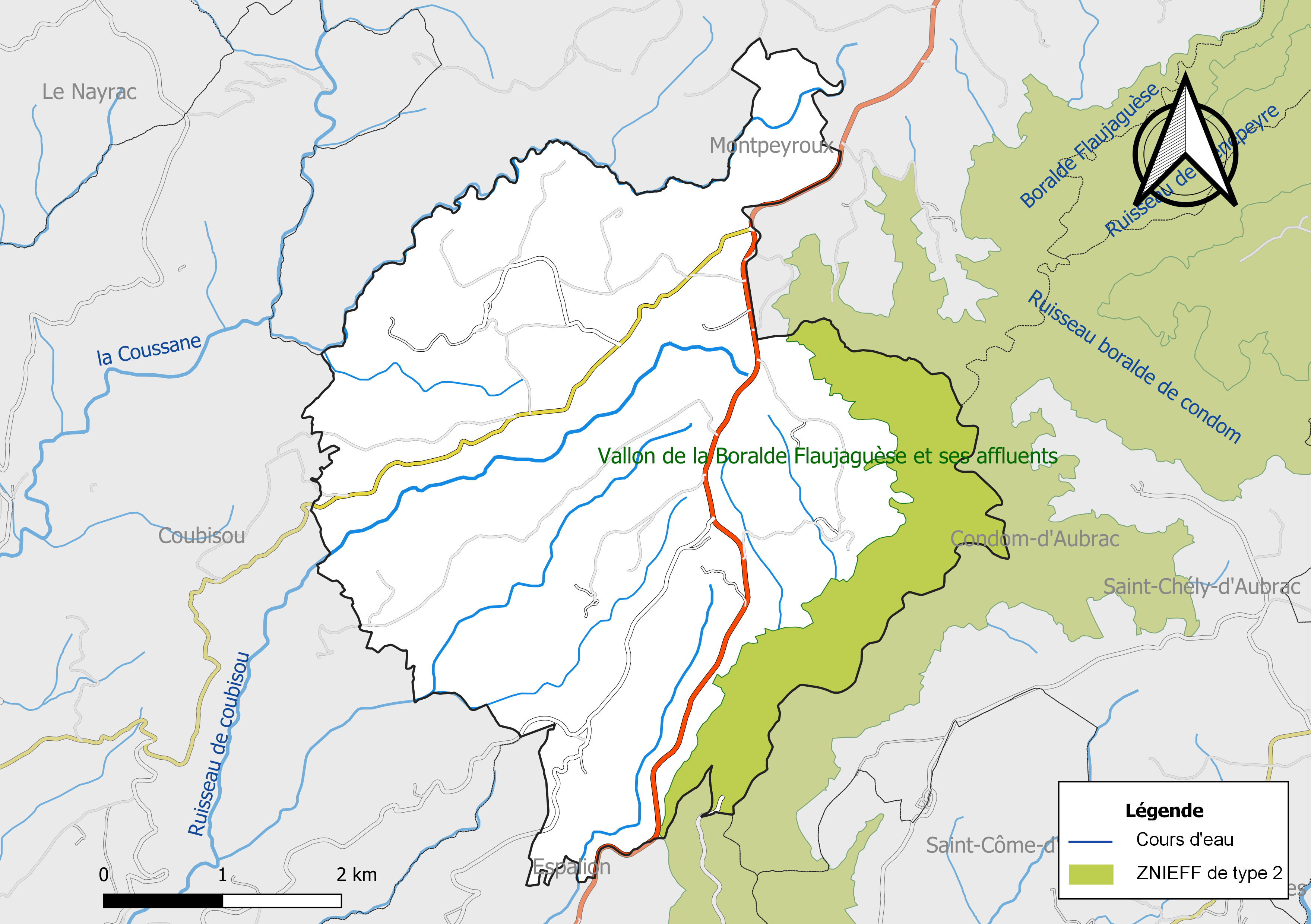
Carte de la ZNIEFF de type 2 de la commune.

## Urbanisme

### Typologie
Au 1er janvier 2024, Le Cayrol est catégorisée commune rurale à habitat très dispersé, selon la nouvelle grille communale de densité à 7 niveaux définie par l'Insee en 2022.
Elle est située hors unité urbaine. Par ailleurs la commune fait partie de l'aire d'attraction d'Espalion, dont elle est une commune de la couronne,. Cette aire, qui regroupe 7 communes, est catégorisée dans les aires de moins de 50 000 habitants,.

### Occupation des sols

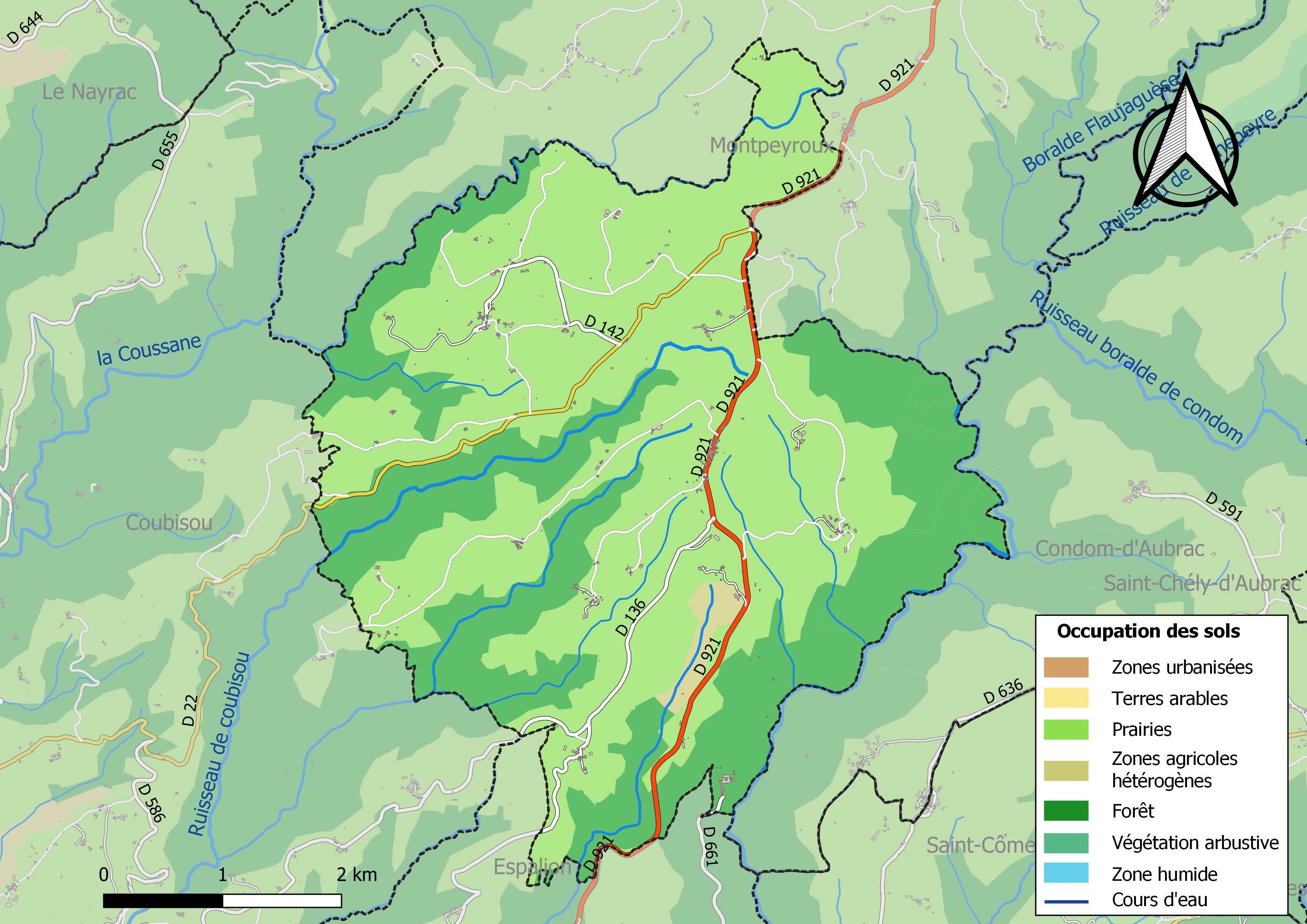
Infrastructures et occupation des sols de la commune duLe Cayrol.

L'occupation des sols de la commune, telle qu'elle ressort de la base de données européenne d’occupation biophysique des sols Corine Land Cover (CLC), est marquée par l'importance des territoires agricoles (64,4 % en 2018), en augmentation par rapport à 1990 (61,7 %). La répartition détaillée en 2018 est la suivante : 
prairies (63,1 %), forêts (35,6 %), zones agricoles hétérogènes (1,3 %).

### Planification
La commune ne disposait pas en 2017 de document d'urbanisme opérationnel et le règlement national d'urbanisme s'appliquait donc pour la délivrance des permis de construire.

### Risques majeurs
Le territoire de la commune du Cayrol est vulnérable à différents aléas naturels : climatiques (hiver exceptionnel ou canicule), feux de forêts et séisme (sismicité faible).
Il est également exposé à un risque technologique, le transport de matières dangereuses, et à un risque particulier, le risque radon,.

#### Risques naturels
Le Plan départemental de protection des forêts contre les incendies découpe le département de l’Aveyron en sept « bassins de risque » et définit une sensibilité des communes à l’aléa feux de forêt (de faible à très forte). La commune est classée en sensibilité faible.

#### Risques technologiques
Le risque de transport de matières dangereuses sur la commune est lié à sa traversée par une route à fort trafic. Un accident se produisant sur une telle infrastructure est en effet susceptible d’avoir des effets graves au bâti ou aux personnes jusqu’à 350 m, selon la nature du matériau transporté. Des dispositions d’urbanisme peuvent être préconisées en conséquence.

#### Risque particulier
Dans plusieurs parties du territoire national, le radon, accumulé dans certains logements ou autres locaux, peut constituer une source significative d’exposition de la population aux rayonnements ionisants. Toutes les communes du département sont concernées par le risque radon à un niveau plus ou moins élevé. La commune duCayrol est classée à risque faible avec facteurs géologiques.

## Toponymie
Cayrol est un diminutif, « petit roc ».

## Histoire
Cayrols disposait d'un consulat.
Le 5 messidor an VIII, sur le plan administratif, les hameaux du Cayrol, d'Anglars-Saint-Jean sont rattachés à la commune de Coubisou.
Le 28 octobre 1832, Le Cayrol est rattaché à Espalion. Le hameau d'Anglars, est  maintenue à Coubisou.
Le 30 mai 1866, la commune de Coubisou perd la section d'Anglars qui fut rattachée à la commune du Cayrol lors de sa création.
Le 10 septembre 1926, l'arrondissement d'Espalion étant supprimé, la commune du Cayrol est rattachée à l'arrondissement de Rodez.

## Associations
- Foyer rural du Cayrol
- Société de chasse du Cayrol
- Association "Les Jardifolies"
- Association "Histoire et patrimoine d'Anglars"
- La Cayrolaise

Fondée en 1927 par Léon MOISSET, cette amicale a pour but d'aider les Cayrolais installés à Paris et à instaurer des liens perdus avec « le pays ». Elle a aussi contribué au financement de bâtiments publics (écoles, monuments, église …) et participé à des actions de bienfaisance.
Elle continue encore aujourd'hui son action, et permet notamment lors de son banquet annuel de  réunir les Cayrolais et Cayrolaises de Paris et d'ailleurs.

## Politique et administration

### Découpage territorial
La commune du Cayrol est membre de la communauté de communes Comtal Lot et Truyère, un établissement public de coopération intercommunale (EPCI) à fiscalité propre créé le 1er janvier 2017 dont le siège est à Espalion. Ce dernier est par ailleurs membre d'autres groupements intercommunaux.
Sur le plan administratif, elle est rattachée à l'arrondissement de Rodez, au département de l'Aveyron et à la région Occitanie. Sur le plan électoral, elle dépend du  canton de Lot et Truyère pour l'élection des conseillers départementaux, depuis le redécoupage cantonal de 2014 entré en vigueur en 2015, et de la première circonscription de l'Aveyron  pour les élections législatives, depuis le dernier découpage électoral de 2010.

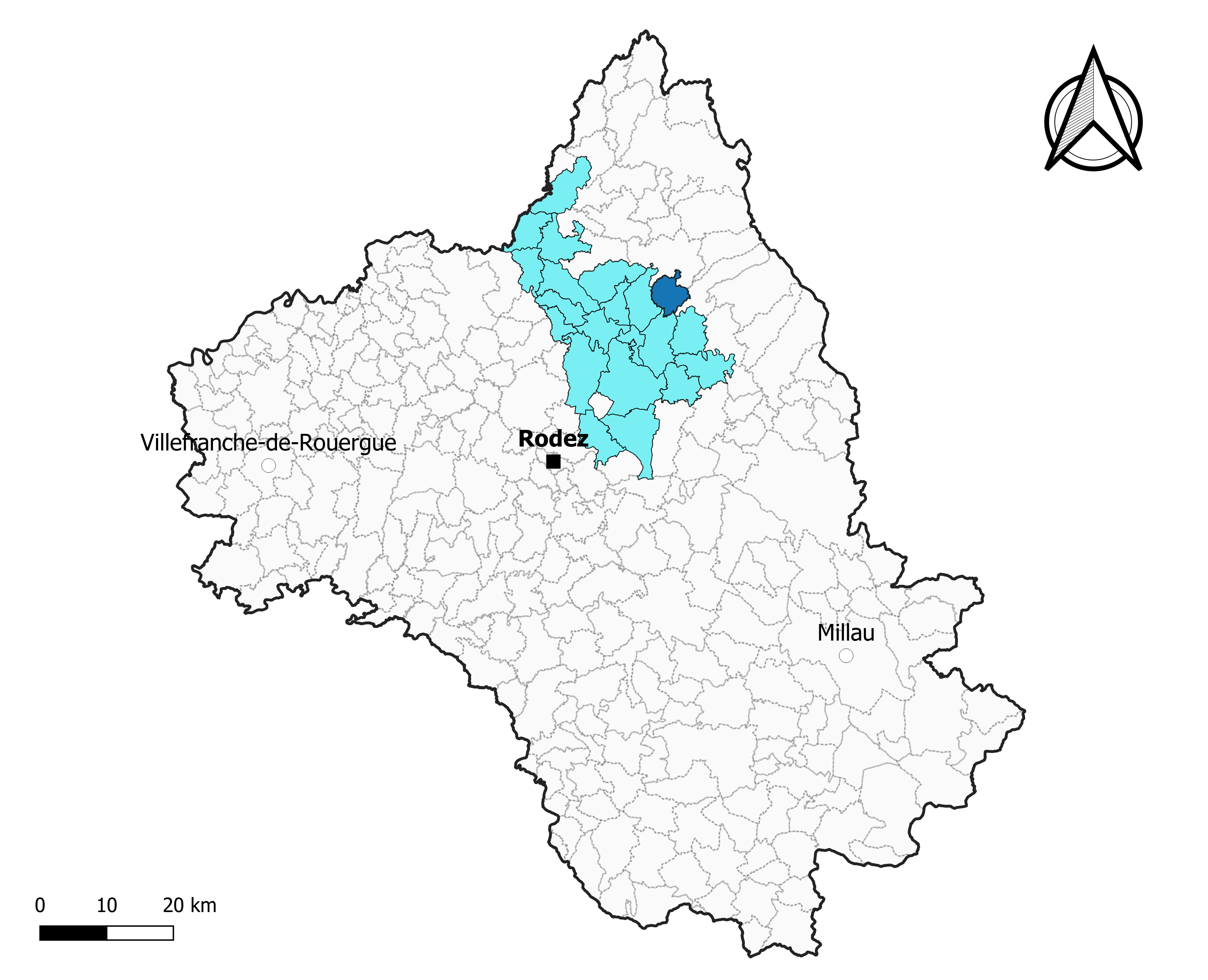
Le Cayrol dans l'intercommunalité en 2020.
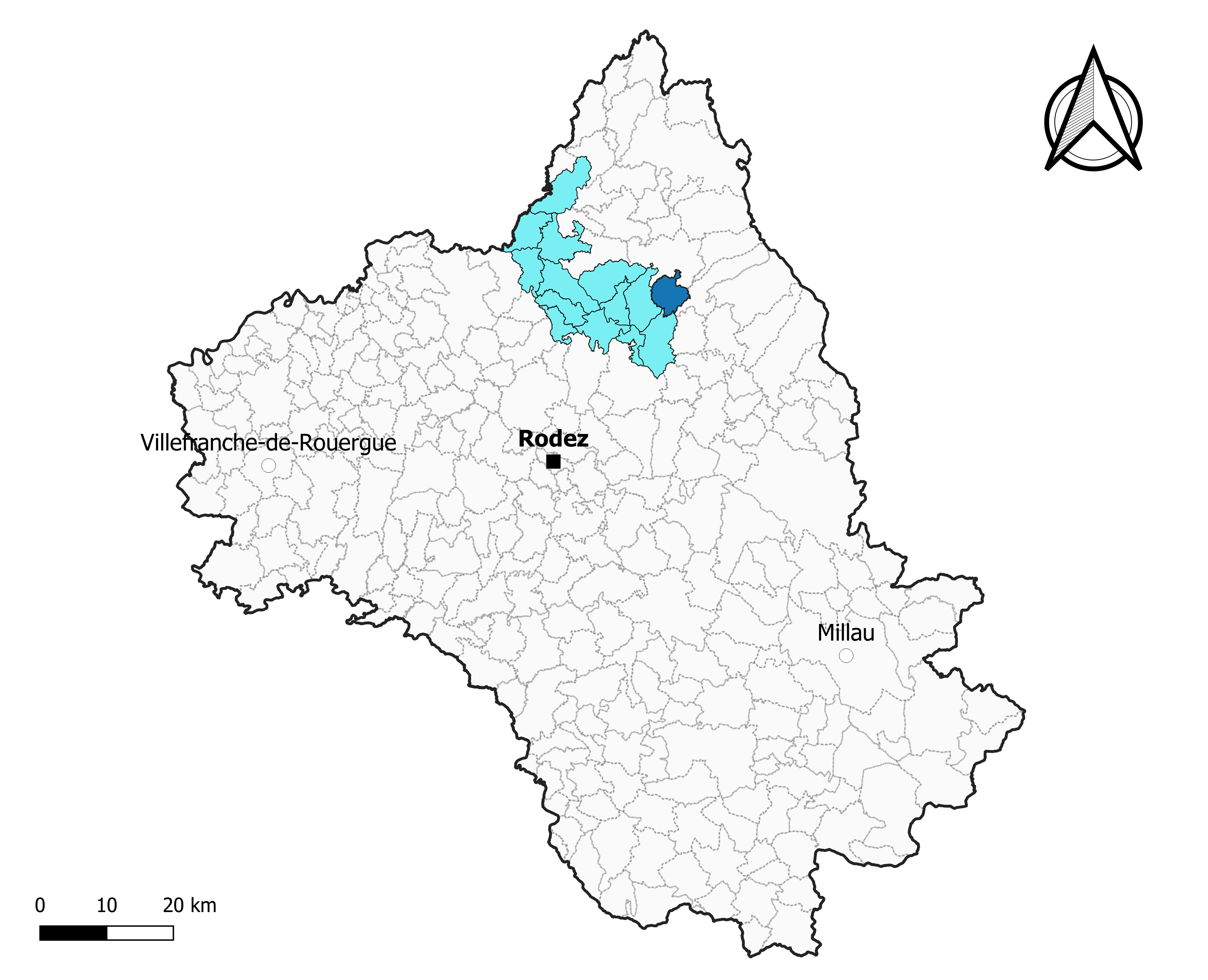
Le Cayrol dans le canton de Lot et Truyère en 2020.
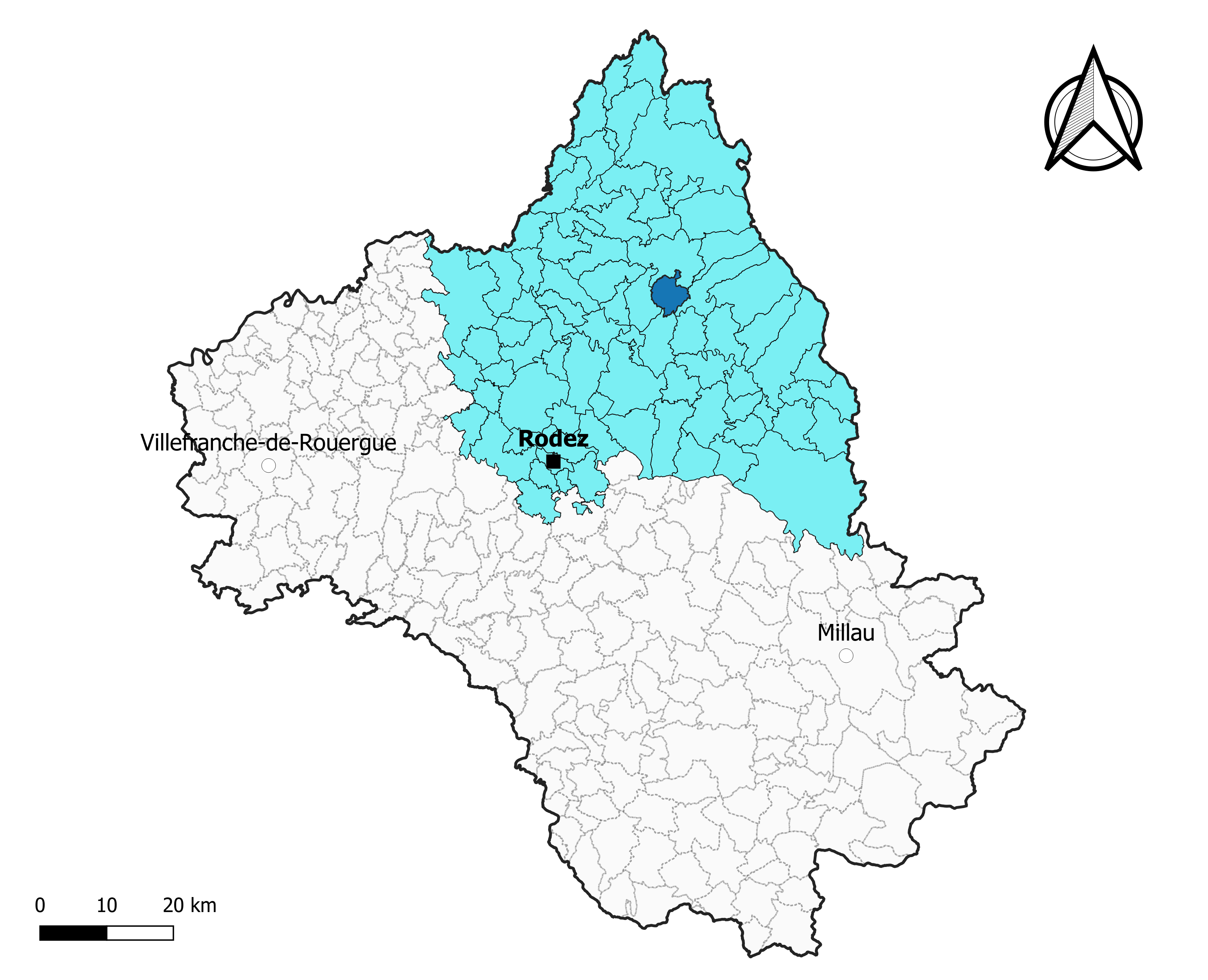
Le Cayrol dans l'arrondissement de Rodez en 2020.

### Élections municipales et communautaires

#### Élections de 2020
Le conseil municipal du Cayrol, commune de moins de 1 000 habitants, est élu au scrutin majoritaire plurinominal à deux tours avec candidatures isolées ou groupées et possibilité de panachage. Compte tenu de la population communale, le nombre de sièges à pourvoir lors des élections municipales de 2020 est de 11. Sur les onze candidats en lice, dix  sont élus dès le premier tour, le 15 mars 2020, avec un taux de participation de 55,6 %. Le dernier  conseiller restant à élire est élu au second tour, qui se tient le 28 juin 2020 du fait de la pandémie de Covid-19, avec un taux de participation de 27,92 %.
Bernard Valery est élu nouveau maire de la commune le 3 juillet 2020.
Dans les communes de moins de 1 000 habitants, les conseillers communautaires sont désignés parmi les conseillers municipaux élus en suivant l’ordre du tableau (maire, adjoints puis conseillers municipaux) et dans la limite du nombre de sièges attribués à la commune au sein du conseil communautaire. Deux sièges sont attribués à la commune au sein de la communauté de communes Comtal Lot et Truyère.

#### Liste des maires
| Période                                  | Période      | Identité                     | Étiquette | Qualité        |
| ---------------------------------------- | ------------ | ---------------------------- | --------- | -------------- |
| 1866                                     | 1871         | Jean Bouldoires              |           | cultivateur    |
| 1871                                     | 1874         | Jean-Antoine Aldebert (père) |           | industriel     |
| 1874                                     | 1904         | Jean-Antoine Aldebert (fils) |           | industriel     |
| 1904                                     | 1920         | François Pégorier            |           |                |
| 1920                                     | 1927         | Jean-Antoine Aldebert        |           | industriel     |
| 1927                                     | 1935         | François Saint-Fleuret       |           |                |
| 1935                                     | 1944         | Pierre Costes                |           |                |
| 1944                                     | 1953         | Pierre-Jean Costes           |           |                |
| 1953                                     | 1958         | Jules Delsol                 |           | Agriculteur    |
| 1958                                     | 1965         | Jean Alazard                 |           |                |
| 1965                                     | 1967         | Louis Rigal                  |           | Agriculteur    |
| 1967                                     | 1977         | Gabriel Delsol               |           | Agriculteur    |
| 1977                                     | 1991         | Albert Aldebert              |           |                |
| 1991                                     | 2008         | Jean Bregou                  |           |                |
| 2008                                     | 2014         | Sylvette Hermet              |           |                |
| mars 2014                                | juillet 2020 | Maurice Battut               |           | Artisan        |
| juillet 2020                             | En cours     | Bernard Valery,              |           | Ancien employé |
| Les données manquantes sont à compléter. |              |                              |           |                |

### Consuls et maires du Cayrols

#### Anglars, Saint-Jean, Bedène
| Année | Nom                                           |
| ----- | --------------------------------------------- |
| 1621  | Bernard Malet, d'Anglars                      |
| 1643  | Jean Rigal dit Sabatié, de la Frayssinette    |
| 1647  | François Capoulade                            |
| 1666  | Guyon Certain, du Cours                       |
| 1670  | Jean Lescure, de la Frayssinette              |
| 1671  | Jean Bouissou, de la Frayssinette             |
| 1673  | Jean Malet, d'Anglars                         |
| 1684  | François Bézamat                              |
| 1693  | Pierre Bouissou dit Tarry, de la Frayssinette |
| 1694  | Jean Gallut                                   |
| 1695  | Jean Bouldouyres dit Bernat, d'Anglars        |
| 1702  | Pierre Bouldoires, de Sécaillou               |
| 1706  | Bouldouyres, d'Anglars                        |
| 1718  | Jean Bouissou dit Tarry de la Frayssinette    |
| 1729  | Bouyssou                                      |
| 1730  | Bouissou dit Tarry de la Frayssinette         |
| 1731  | Pierre Bouldoires                             |
| 1739  | Guillaume Pégorier                            |
| 1742  | Antoine Gallut                                |
| 1747  | Falguié                                       |
| 1748  | Malet                                         |
| 1750  | Pierre Pégorier                               |
| 1753  | Jacques Raynal                                |
| 1755  | Antoine Bouldouyres                           |
| 1760  | Antoine Bézamat                               |
| 1762  | Jean Barthélémy                               |
| 1763  | Jacques Raynal                                |
| 1764  | Jean Viguier                                  |
| 1765  | Antoine Alazard de la Frayssinette            |
| 1773  | Jean Barthélémy                               |
| 1774  | Jacques Raynal                                |
| 1775  | Nicolas Falq                                  |
| 1777  | Antoine Pégorier                              |
| 1778  | Antoine Alazard                               |
| 1779  | François Ferrié du Cours                      |
| 1784  | Jacques Raynal                                |
| 1785  | Joseph Mirabel d'Anglars                      |
| 1791  | Guillaume Bouldouyres, d'Anglars              |

#### Bonneval
| Année | Nom                           |
| ----- | ----------------------------- |
| 1686  | Jean Delsol dit Varet         |
| 1686  | Jean Romieu                   |
| 1697  | Pierre Gasc                   |
| 1743  | Jean Baldy                    |
| 1745  | Antoine Besombes              |
| 1746  | Pierre Bouldouyres            |
| 1747  | Jean Cayron                   |
| 1748  | Jean Romieu, dit Clauzel      |
| 1750  | Antoine Raynal                |
| 1752  | Pierre Bouldouyres            |
| 1753  | Jean Nayrolles                |
| 1754  | Alaux                         |
| 1755  | Antoine Romieu                |
| 1757  | Jean Bouldouyres              |
| 1758  | Antoine Lemouzi               |
| 1759  | François Malet                |
| 1760  | Jean Besombes                 |
| 1761  | Bernard Nayrolles             |
| 1763  | François Calmels              |
| 1765  | Pierre Cestrieres             |
| 1766  | Jean Delsol de Palays         |
| 1772  | François Dordé                |
| 1772  | Pierre Annat                  |
| 1784  | Antoine Andrieu, de Barrugues |

#### Briounès
| Année | Nom                |
| ----- | ------------------ |
| 1677  | Antoine Cabanettes |
| 1694  | Jean Rames         |
| 1695  | Bernard Cazals     |
| 1710  | Bernard Cazals     |
| 1734  | Bernard Cazals     |
| 1771  | Antoine Roustan    |
| 1776  | Antoine Bézamat    |
| 1788  | Joseph Martin      |

Le 5 messidor an VIII, Briounès est rattaché à la commune de Coubisou
Le 28 octobre 1832 Briounès rentre définitivement dans là commune de Montpeyroux

#### Bézamat dépendance d'Esparou
| Année | Nom                                        |
| ----- | ------------------------------------------ |
|       | Bernard Costes dit Revilhat de Polvérières |
|       | François Bezombes                          |
|       | Pierre Delsol                              |
|       | Jean Delsol                                |
|       | François Bézamat                           |

#### Les maires de 1866 à 1991
| Période   | Nom                                      |
| --------- | ---------------------------------------- |
| 1866-1871 | Bouldoires Jean, d'Irissac               |
| 1871-1874 | Aldebert (père) Jean-Antoine, de Laubenq |
| 1874-1904 | Aldebert (fils) Jean-Antoine, de Laubenq |
| 1904-1920 | Pégorier François, de Pauvérières        |
| 1920-1927 | Aldebert Jean-Antoine, de Laubenq        |
| 1927-1935 | Saint-Fleuret François, du Cayrol        |
| 1935-1944 | Costes Pierre, du Cayrol                 |
| 1944-.... | Costes Pierre-Jean, de Barrugues         |
| 1977-1991 | Aldebert Albert, de Laubenq              |

##### Premier conseil municipal
Premier conseil municipal du Cayrol lors de la création de la commune :
Par arrêté de M. le Préfet, en date du 24 juillet 1866, M. Bouldoires Jean d'Irissac, est nommé maire de la commune du Cayrol. Le conseil municipal fut alors ainsi constitué :
| Maire                                    |
| Bouldoires Jean, d'Irissac.              |
| Adjoint                                  |
| Aldebert Jean-Antoine (père), de Laubenq |
| Conseillers                              |
| Nayrolles Joseph, du Peyrou              |
| Mirabel Jean-Antoine, de Volpicante      |
| Richard Raymond, de barrugues            |
| Malet Joseph, de La Roumayrie            |
| Cayron Jean, de Palays                   |
| Mirabel Jean, de La Combe                |
| Vidal Hyacinthe, de La Frayssinette      |
| Roustan Jean, de Coussane                |
| Bertrand Joseph, du Cayrol               |
| Bouldoires Guillaume, d'Anglars          |

La première séance eut lieu le 21 octobre 1866. Chaque conseiller se leva et prononça le serment suivant : "Je jure obéissance à la Constitution et fidélité à l'Empereur."
À la séance du 10 novembre 1866, le budget de la commune fut établi ; il se décomptait ainsi :
Recettes : 3.466 fr.06
Dépenses : Néant

#### Sources
- Éric Costes descendant du Cayrol auteur du site sur l'histoire du Cayrol.
- Maurice Costes de la Société la Cayrolaise auteur de "Le Cayrol 1952".
- Archives départementales et communales.
- Communauté liste généalogique d'Aveyron.

## Démographie
L'évolution du nombre d'habitants est connue à travers les recensements de la population effectués dans la commune depuis 1793. Pour les communes de moins de 10 000 habitants, une enquête de recensement portant sur toute la population est réalisée tous les cinq ans, les populations de référence des années intermédiaires étant quant à elles estimées par interpolation ou extrapolation. Pour la commune, le premier recensement exhaustif entrant dans le cadre du nouveau dispositif a été réalisé en 2007.

En 2022, la commune comptait 253 habitants, en évolution de −1,94 % par rapport à 2016 (Aveyron : +0,37 %, France hors Mayotte : +2,11 %).
| 1793 | 1800 | 1866 | 1872 | 1876 | 1881 | 1886 | 1891 | 1896 |
| ---- | ---- | ---- | ---- | ---- | ---- | ---- | ---- | ---- |
| 298  | 284  | 810  | 744  | 779  | 777  | 830  | 779  | 742  |

| 1901 | 1906 | 1911 | 1921 | 1926 | 1931 | 1936 | 1946 | 1954 |
| ---- | ---- | ---- | ---- | ---- | ---- | ---- | ---- | ---- |
| 718  | 714  | 684  | 604  | 608  | 590  | 567  | 493  | 468  |

| 1962 | 1968 | 1975 | 1982 | 1990 | 1999 | 2006 | 2007 | 2012 |
| ---- | ---- | ---- | ---- | ---- | ---- | ---- | ---- | ---- |
| 472  | 442  | 416  | 328  | 313  | 282  | 285  | 285  | 263  |

| 2017 | 2022 | - | - | - | - | - | - | - |
| ---- | ---- | - | - | - | - | - | - | - |
| 259  | 253  | - | - | - | - | - | - | - |

## Économie

### Revenus
En 2018  (données Insee publiées en septembre 2021), la commune compte 102 ménages fiscaux, regroupant 221 personnes. La médiane du revenu disponible par unité de consommation est de 16 760 € (20 640 € dans le département).

### Emploi
| Division       | 2008  | 2013  | 2018  |
| -------------- | ----- | ----- | ----- |
| Commune        | 2,4 % | 3,6 % | 5,1 % |
| Département    | 5,4 % | 7,1 % | 7,1 % |
| France entière | 8,3 % | 10 %  | 10 %  |

En 2018, la population âgée de 15 à 64 ans s'élève à 138 personnes, parmi lesquelles on compte 86 % d'actifs (80,9 % ayant un emploi et 5,1 % de chômeurs) et 14 % d'inactifs,. Depuis 2008, le taux de chômage communal (au sens du recensement) des 15-64 ans est inférieur à celui de la France et du département.
La commune fait partie de la couronne de l'aire d'attraction d'Espalion, du fait qu'au moins 15 % des actifs travaillent dans le pôle,. Elle compte 78 emplois en 2018, contre 68 en 2013 et 74 en 2008. Le nombre d'actifs ayant un emploi résidant dans la commune est de 115, soit un indicateur de concentration d'emploi de 68,2 % et un taux d'activité parmi les 15 ans ou plus de 53,9 %.
Sur ces 115 actifs de 15 ans ou plus ayant un emploi, 58 travaillent dans la commune, soit 51 % des habitants. Pour se rendre au travail, 56,9 % des habitants utilisent un véhicule personnel ou de fonction à quatre roues, 1,8 % s'y rendent en deux-roues, à vélo ou à pied et 41,3 % n'ont pas besoin de transport (travail au domicile).

### Activités hors agriculture
30 établissements sont implantés  au Cayrol au 31 décembre 2019. Le tableau ci-dessous en détaille le nombre par secteur d'activité et compare les ratios avec ceux du département,.
Le secteur de l'industrie manufacturière, des industries extractives et autres est prépondérant sur la commune puisqu'il représente 46,7 % du nombre total d'établissements de la commune (14 sur les 30 entreprises implantées  au Le Cayrol), contre 17,7 % au niveau départemental.

### Agriculture
La commune est dans la « Viadène et vallée du Lot », une petite région agricole occupant le nord-ouest du département de l'Aveyron. En 2020, l'orientation technico-économique de l'agriculture  sur la commune est l'élevage de bovins, pour la viande.
|               | 1988  | 2000  | 2010  | 2020  |
| ------------- | ----- | ----- | ----- | ----- |
| Exploitations | 57    | 42    | 34    | 30    |
| SAU (ha)      | 1 399 | 1 849 | 1 671 | 1 709 |

Le nombre d'exploitations agricoles en activité et ayant leur siège dans la commune est passé de 57 lors du recensement agricole de 1988  à 42 en 2000 puis à 34 en 2010 et enfin à 30 en 2020, soit une baisse de 47 % en 32 ans. Le même mouvement est observé à l'échelle du département qui a perdu pendant cette période 51 % de ses exploitations,. La surface agricole utilisée sur la commune a quant à elle augmenté, passant de 1 399 ha en 1988 à 1 709 ha en 2020. Parallèlement la surface agricole utilisée moyenne par exploitation a augmenté, passant de 25 à 57 ha.

## Culture locale et patrimoine

### Lieux et monuments
- Fondée en 1147 par l'abbaye de Mazan, l'abbaye de Bonneval a été jusqu'à la Révolution une des plus importantes abbayes cisterciennes de la région. Les derniers moines ont été chassés en 1791, et remplacés par des moniales cisterciennes en 1875. Des bâtiments primitifs, restent une partie de l'église, quelques pièces, et les remparts (XIVe et XVIe siècles). Les sœurs sont actuellement au nombre de 30, de 29 à 97 ans. Joignant le travail à la contemplation, elles produisent un chocolat qui contribue à la renommée gastronomique de la région[49].
- L'église Saint-Étienne d'Anglars faisait partie dès 1265 de la Commanderie Templière d'Espalion. Cet édifice à nef unique avec un cœur rectangulaire a été fortifié en 1381 dans ses parties hautes pour servir de refuge à la population lassée de s'enfuir au château fort de Cabrespine devant les invasions Anglaises et les pillards. Le cimetière fermé de murailles servait à abriter le bétail. Les deux tourelles de la façade datent du XVIe siècle. Des travaux d'aménagement ont été réalisés en 2005 avec la réfection des façades et de la toiture ainsi que des abords.
- Ardoisières d'Anglars réputées dans la région, qui ont produit pendant quatre siècles, de 1536 à 2007.

Les premières exploitations datent du XVIe siècle et firent prospérer les habitants d'Anglars et quelques familles qui se lancèrent dans l'entreprise notamment Antoine Aldebert de Laubenq. Au début du XXe siècle, l'ardoise du Cayrol faisait vivre près de 300 personnes avant que la première guerre mondiale ne vienne mettre fin à cette économie. Mr Aldebert vendit son entreprise à une société qui ne fit rien de l'industrialisation qu'elle avait promis. La carrière fut revendue plusieurs fois et survint la deuxième guerre. Quelques ouvriers carriers continuèrent l'exploitation évitant ainsi de travailler pour les Allemands. Dans les années 1980, un nouveau projet pour relancer l'exploitation des ardoisières est lancé mais échoue à nouveau. Aujourd'hui, il ne reste plus que deux carrières exploitées, celles de Mr Prat et de Mr Salelles sur la Commune de Montpeyroux. Les ardoisières d'Anglars ont fermé en 2007 faute de repreneur.
- Église Saint-Pierre du Cayrol

Avant sa construction et son histoire mouvementée, les habitants du Cayrol allaient à l'église d'Anglars ou bien à l'abbaye de Bonneval. La destruction de l'abbaye décida les habitants du Cayrol et des alentours à se cotiser pour construire Leur Église. La première pierre fut posée en 1827, et tout était presque terminé lorsque la moitié de la voûte et le clocher retournèrent au sol. Reprenant courage, la population se remis au travail et le 17 octobre 1836, l'église du Cayrol fut bénite par Mgr Grimal, délégué par l'évêque de Rodez. Tout allait bien jusqu'à ce jour de 1839 où l'Abbé Mas, par suite de tracasseries, se résigna à partir et notre église du Cayrol se trouva sans curé.

L'évêque demanda alors aux habitants de construire un presbytère attenant afin d'accueillir leur nouveau curé. Ce fut fait en 1840. Nouveau rebondissement en 1924, pendant la messe, une poutre s'effondra et l'inspection de l'édifice montra que le mur s'apprêtait à en faire de même. La décision fut prise, l'église fut démolie et la reconstruction commença en 1925 pour s'achever 13 ans plus tard. Si extérieurement cette église n'offre pas de particularité architecturale, elle possède toutefois une fresque murale couvrant tout le cœur représentant le Christ et la Passion du Christ, datant de 1954 dont l'auteur est R. Pagégie.

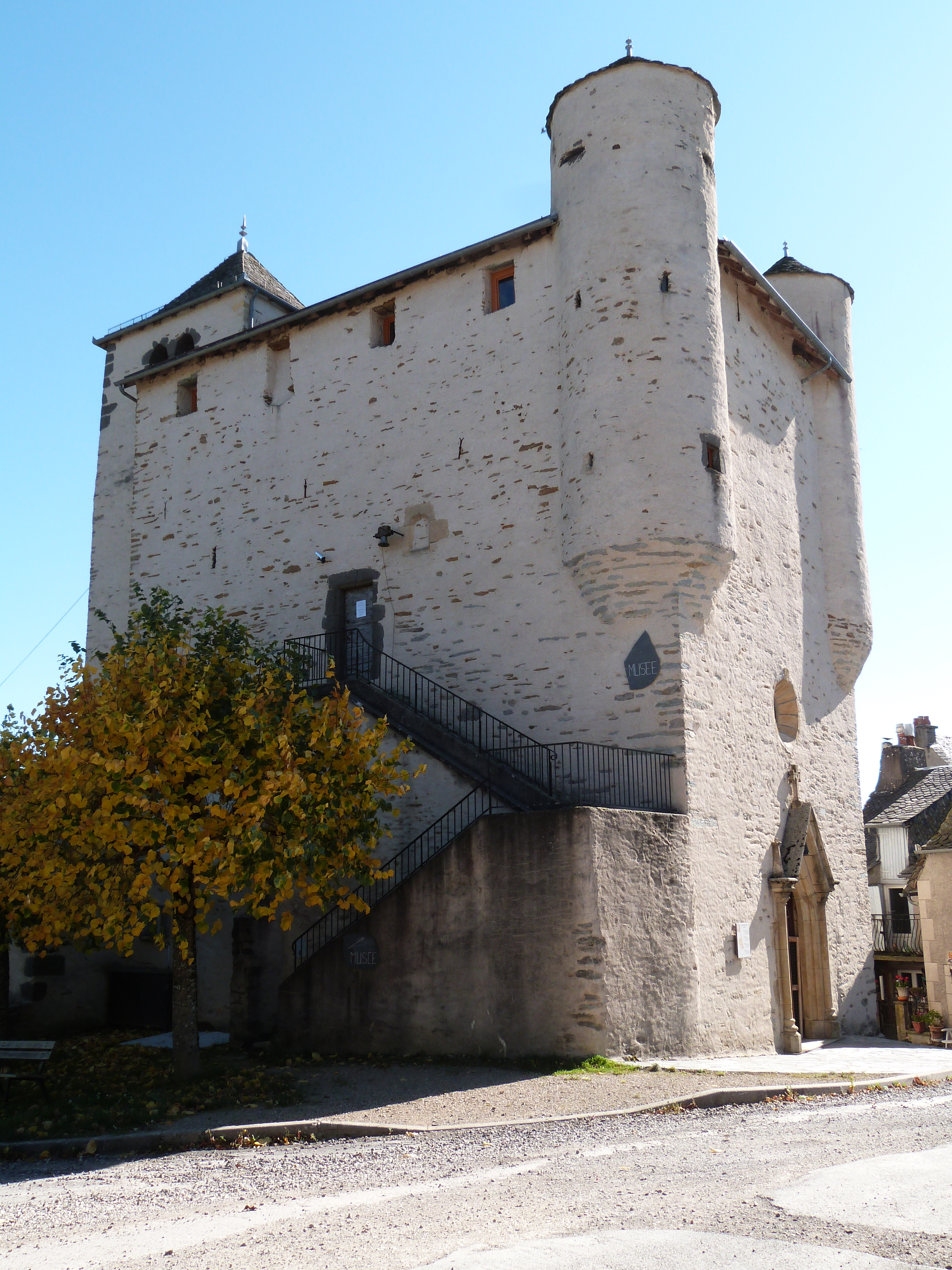
Église Saint-Étienne d'Anglars
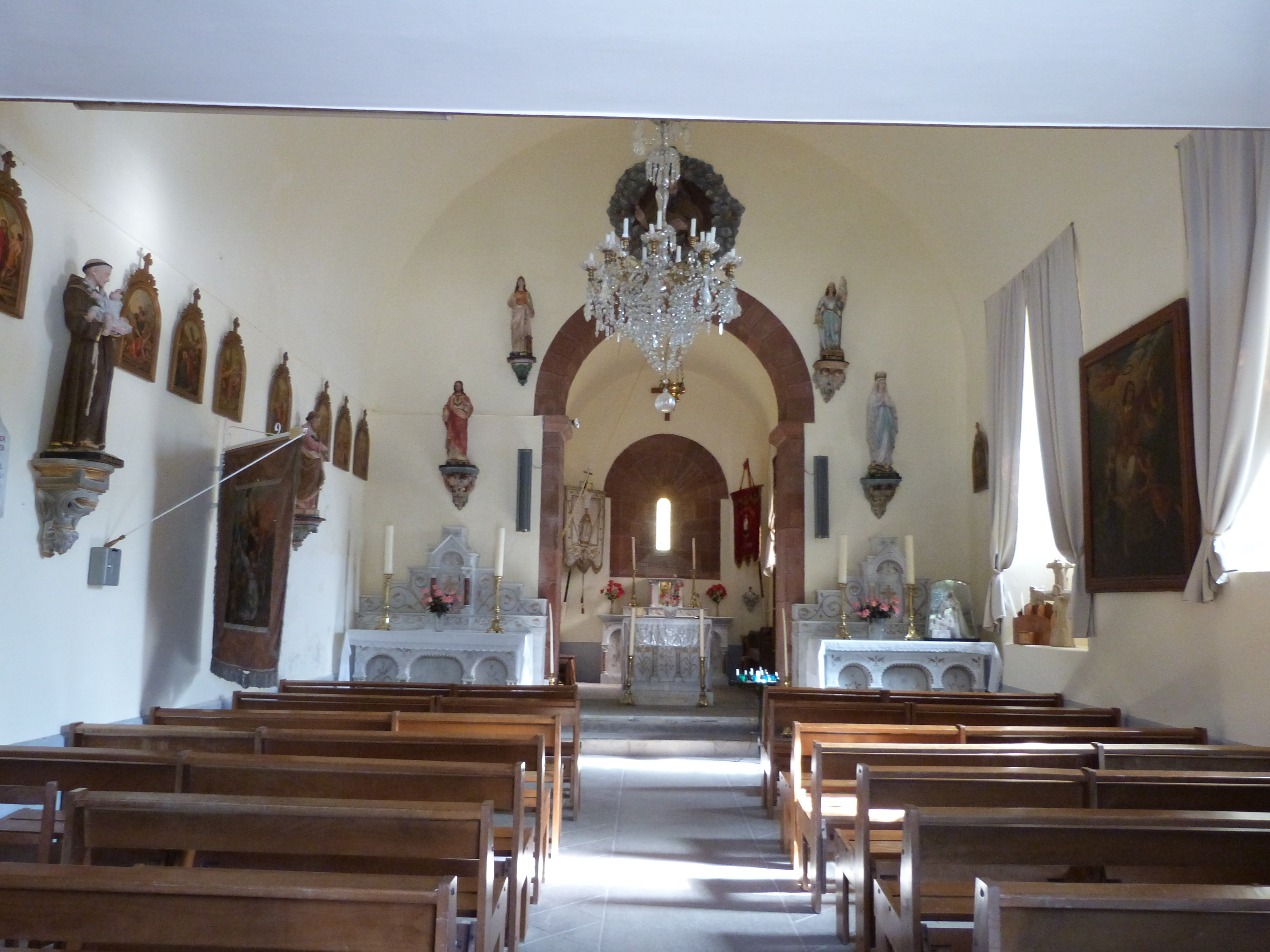
Église Saint-Étienne d'Anglars. L'intérieur
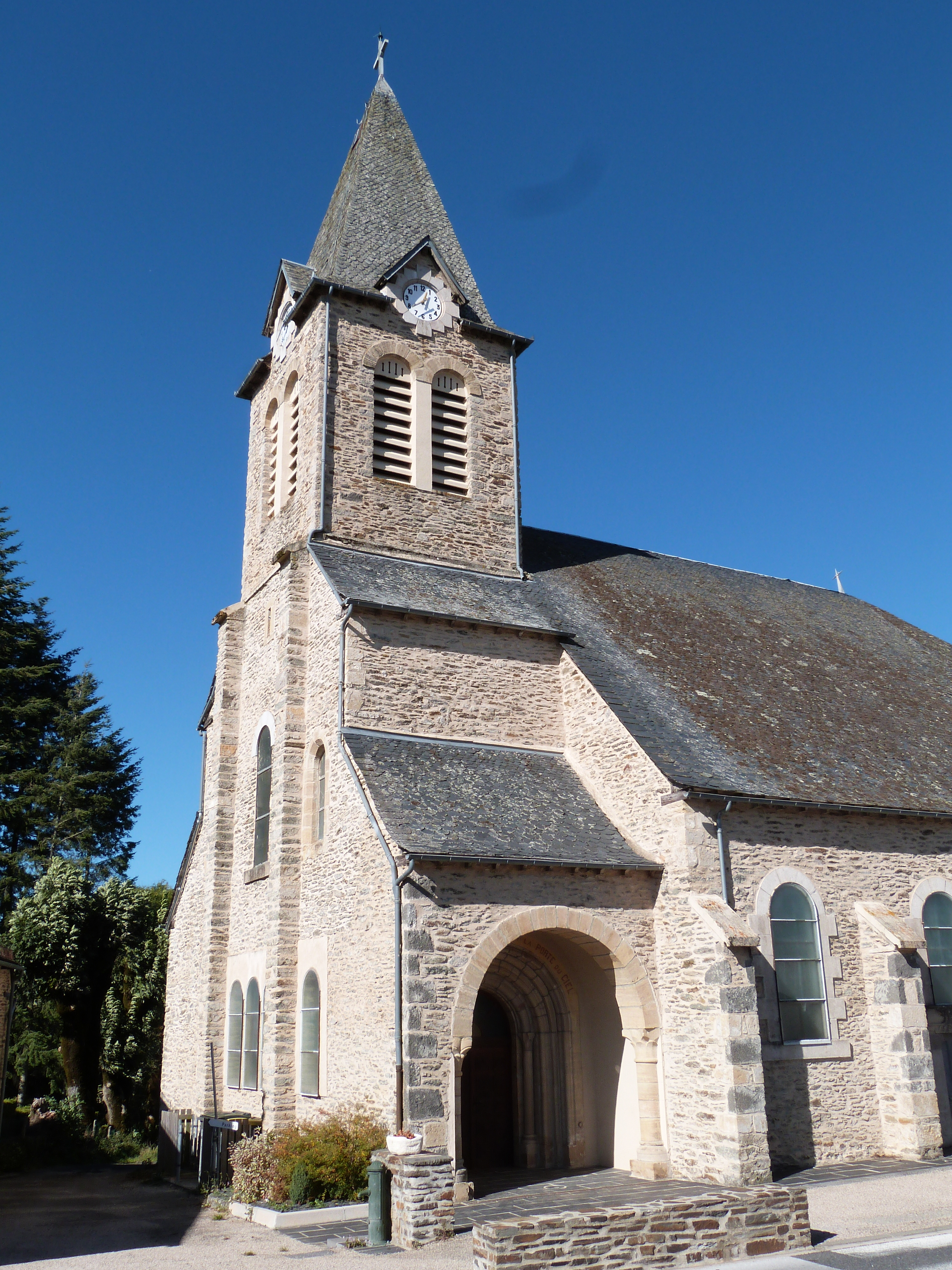
Église Saint-Pierre du Cayrol